# حارة دار منصور (دار سعد)
حارة دار منصور هي إحدى حارات حي أول مايو الواقع بمديرية دار سعد التابعة لمحافظة عدن، بلغ تعداد سكانها 284 نسمة حسب تعداد اليمن لعام 2004.